# لو ثورنتون
لو ثورنتون (بالإنجليزية: Lou Thornton)‏ هو لاعب كرة قاعدة أمريكي، ولد في 26 أبريل 1963 في مونتغومري في الولايات المتحدة.

## وصلات خارجية
- لو ثورنتون على موقعبيزبول رفرنس.كوم (الدوري الرئيسي) (الإنجليزية)
- لو ثورنتون على موقعبيزبول رفرنس.كوم (الدوري الثانوي) (الإنجليزية)